# Kalis

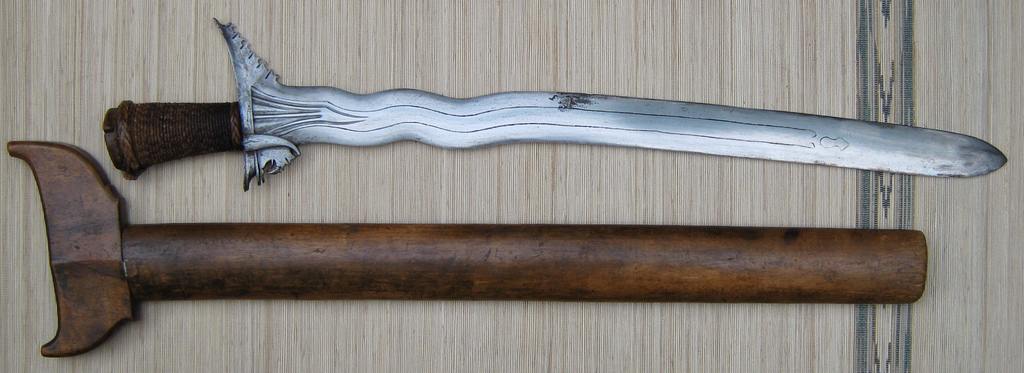
El kris [kalis] es el arma más famosa de los moros y de las variaciones que se encuentran en todas las tribus moro. Las hojas del kris son anchas en la base, de doble filo, y puede ser agitada, por medio del saludó media recta, o hexagonal.

El kalis conocida también como kris, es un tipo de espada de doble filo originario de Filipinas, a menudo con ondulado una "sección", similar a un kris. A diferencia del kris, el kalis es de hoja doble filo que puede ser utilizado tanto para el corte y empuje. La parte ondulada del kalis se dice que la intención de facilitar la batalla, porque como un borde recto tiende a estancarse en los huesos del rival, la parte ondulada permite al portador del kalis sacar el arma más fácilmente del cuerpo de su oponente. 
Esta arma ha sido utilizado por los grupos étnicos filipinos de los moros, para combatir durante las batallas. Además forma parte de las artes marciales filipinas, algo similar a la eskrima.
- Datos: Q1338354
- Multimedia: Kalis (weapon) / Q1338354